# イボダイ科

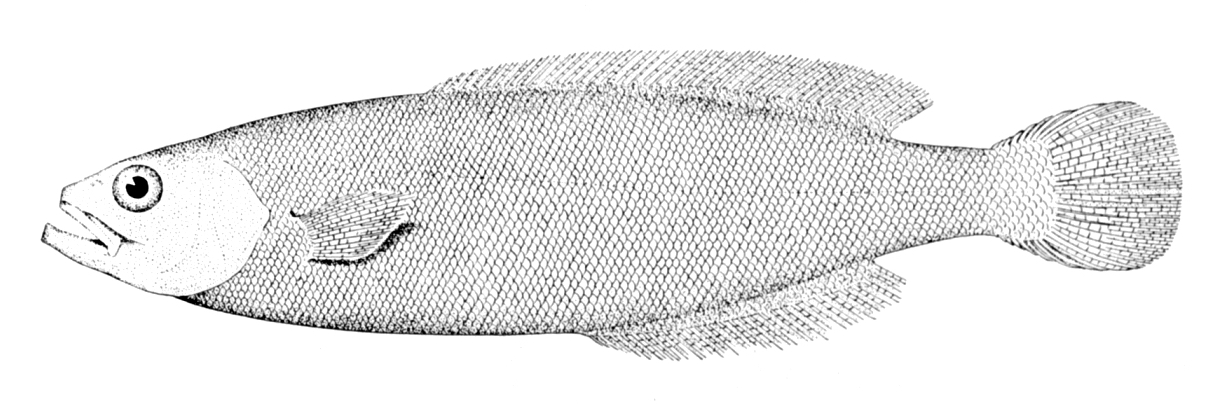
クロメダイ Icichthys lockingtoni

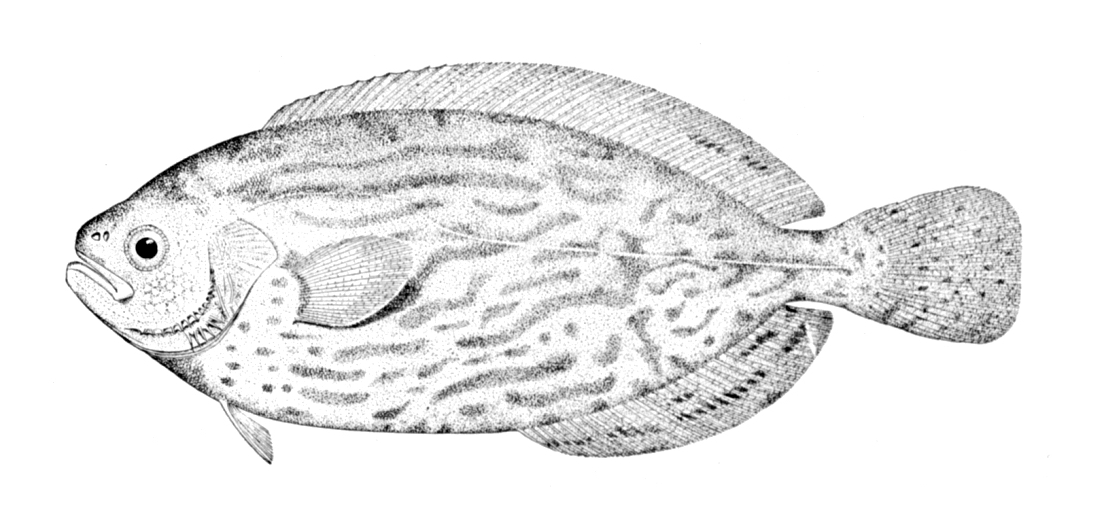
コーニッシュブラックフィッシュ, Schedophilus medusophagus

イボダイ科（イボダイか、学名：Centrolophidae）は、イボダイ亜目に所属する魚類の分類群の一つ。7属31種で構成される。

## 概要
世界中の熱帯から温帯域にかけて分布する。外洋性の種が多い。目は大きく、吻部は丸みを帯びている。体高は低く、体はやや細長い。背鰭棘条はあまり発達していないか、存在しない。鱗は小さく、体表は粘膜に覆われている。

## 下位分類
- クロアブライボダイ属 Centrolophus Lacepède, 1802
- メダイ属 Hyperoglyphe Günther, 1859
- クロメダイ属 Icichthys Jordan & Gilbert, 1880
- イボダイ属 Psenopsis Gill, 1862
- ミナミナガメダイ属 Schedophilus Cocco, 1839
  - Schedophilus huttoni (ニュージーランドラフ、New Zealand ruffe)
- Seriolella 属 Guichenot, 1848
  - ギンヒラス Seriolella punctata
  - シロヒラス Seriolella caerulea
  - オキヒラス Seriolella brama
- Tubbia 属 Whitley, 1943
  - Tubbia tasmanica  (タスマニアラフ、Tasmanian ruffe)
  - Tubbia stewarti